# 毛内氏
毛内氏（もうないし）は、陸奥国を本拠とした桓武平氏千葉氏の支流で戦国時代から江戸時代にかけて津軽氏に仕えた。

## 歴史
16世紀、千葉重胤（子の繁行とも）が千徳政氏について毛内館（黒石市）の館主となり毛内を名乗った。
重胤の子毛内繁行とその嫡男繁元は津軽為信に仕えたが慶長2年（1597年）、千徳政氏、政康親子と為信との争いに巻き込まれ、二人共討死した。生き延びた繁元の子繁貞は毛内村に蟄居し、繁貞の子繁利は姓を村山に変え津軽氏に再仕官。津軽信枚の代に250石の家禄を賜った。
繁利死後、跡を継いだ村山滋朝は寛永18年（1641年）、更に250石の加増を受けた。滋朝は正保の騒動で津軽信英を藩主に擁立しようとしたが、密告により失敗。同じ信英擁立派の介錯を命じられる事となった。この遺恨から滋朝は、慶安元年（1648年）1月17日、弘前城内で騒動の密告者、家老北村宗容を殺害。この罪により村山家は断絶した。
その後繁朝の弟毛内茂栄が、家禄200石で再度召し抱えられ、毛内に復姓した。
同家は弘前藩士として代々200石、藩の財政改革に携わった義巧以降は300石の家禄を食み、藩用人を務めた。以降当主は代々、義巧の通称であった有右衛門を名乗る（裕胤のみ有衛門）。
幕末の新選組隊士、御陵衛士である毛内有之助が有名である。
毛内有之助(良胤)の甥毛内嘉胤の息子陸軍中将毛内靖胤・海軍少将毛内效兄弟は兄弟で将軍となった珍しい例である。

## 系図
```
千葉常胤

 ┃
(十代略)
 ┃   

千葉清臣
 
 ┃

胤満

 ┃

業胤

 ┃

吉胤

 ┃
(一代略)
 ┃
胤直
 ┃

繁則

 ┃

繁衡

 ┃

業宗

 ┃

繁業

 ┃

虎胤

 ┃
直胤
 ┃　

毛内重胤
　 　
 ┃

繁行
　　 　
 ┃

繁元
  
 ┃

繁貞

 ┃

村山繁利

 ┣━━━━━┓

毛内茂栄
　　 
村山滋朝

 ┣━━━━━┓

滋高
      
茂清

 ┃

茂辰

 ┃　

義巧
  
 ┃

茂粛

 ┣━━━━━┓

茂幹
　　 　
和田太左衛門
                  
 ┃

裕胤
  
 ┣━━━━━┓

茂胤
　　 　　
良胤

 ┃

嘉胤

 ┣━━━━━┓ 

靖胤
　　　　
效

 ┃

義胤
```